# Kōge
Kōge (jap. 築上町 Kōge-machi) – miasto w Japonii, na wyspie Kiusiu, w prefekturze Fukuoka. Według danych na rok 2020 miejscowość zamieszkiwało 7 251 mieszkańców , a gęstość zaludnienia wyniosła 116,1 os./km².